# Billy Konchellah
Billy Komintai Konchellah (né le 20 octobre 1961 à Kilgoris) est un athlète kényan évoluant sur 800 m.

## Biographie

### Carrière
Après des débuts sur 400 mètres, il évolue ensuite dans la catégorie du 800 mètres. Il occupe alors un rôle de lièvre pour les grands coureurs de la catégorie de l'époque Sebastian Coe, Steve Ovett,  Steve Cram et son compatriote Mike Boit. C'est ainsi qu'il est le lièvre de Coe lors du record du monde du 800 mètres de celui-ci sur la piste des Bislett Games d'Oslo.
En 1984, il termine à la 4e place des Jeux olympiques de 1984 à Los Angeles.
Après une saison 1985 au cours de laquelle il occupe le devant de la scène sur sa discipline, il a une saison blanche en 1986. Celle-ci est due à un problème d'asthme. Celui-ci sera plus tard la cause de ses absences des jeux de 1988 à Séoul et des jeux de Barcelone.
En 1987, lors des mondiaux de Rome, il remporte le titre. Après une nouvelle interruption en raison de sa maladie, il revient à la compétition pour les mondiaux 1991 à Tokyo. Sa victoire y est inattendue, battant le favori brésilien José Luiz Barbosa et son compatriote Paul Ereng dans la dernière ligne droite. Pour les mondiaux suivants de Stuttgart, il échoue seulement à la troisième place.

### Vie privée
Après sa carrière d'athlète, il part vivre en Finlande où il se marie. 
Son fils, Gregory Konchellah, concourant depuis 2003 pour le Bahreïn sous le nom de Yusuf Saad Kamel, a remporté le titre du 1 500 m lors des Championnats du monde de 2009. Le jeune frère de Billy, Patrick Konchellah s'est également illustré au plus haut niveau dans les épreuves de demi-fond.

## Affaires judiciaires
En 2004, il est acquitté dans une affaire de viol au Royaume-Uni. 
En 2004, il est accusé en Finlande dans une affaire de viol ou il aurait drogué et violé deux jeunes filles finlandaises en 2002. L’une des filles avait moins de 16 ans, l’âge du consentement en Finlande. En 2005, il a été reconnu coupable de deux viols, d’exploitation sexuelle d’un enfant et d’un délit de drogue et a été condamné à deux ans et demi de prison. Il a été libéré de prison en 2006.

## Palmarès
| Date | Compétition                | Lieu        | Résultat | Épreuve   | Temps         |
| ---- | -------------------------- | ----------- | -------- | --------- | ------------- |
| 1979 | Championnats d'Afrique     | Dakar       | 3e       | 800 m     | 1 min 44 s 89 |
| 1979 | Championnats d'Afrique     | Dakar       | 1er      | 4 × 400 m | 3 min 8 s 2   |
| 1979 | Coupe du monde des nations | Montréal    | 3e       | 4 x 400 m | 3 min 01 s 22 |
| 1984 | Jeux olympiques            | Los Angeles | 4e       | 400 m     | 46 s 28       |
| 1987 | Jeux africains             | Nairobi     | 1er      | 800 m     | 1 min 45 s 99 |
| 1987 | Championnats du monde      | Rome        | 1er      | 800 m     | 1 min 43 s 06 |
| 1991 | Championnats du monde      | Tokyo       | 1er      | 800 m     | 1 min 43 s 99 |
| 1993 | Championnats du monde      | Stuttgart   | 3e       | 800 m     | 1 min 44 s 89 |

## Statistiques

### Records
| Épreuve | Performance   | Lieu | Date               |
| ------- | ------------- | ---- | ------------------ |
| 800 m   | 1 min 43 s 06 | Rome | 1er septembre 1987 |

| Épreuve | Performance | Lieu    | Date         |
| ------- | ----------- | ------- | ------------ |
| 400 m   | 45 s 38     | Nairobi | 20 juin 1979 |